# Jace Everett
Jace Everett (født 1972) er en amerikansk countrysanger.
Jace Everett har lavet introsangen til den amerikanske vampyrserie True Blood.